# Balambaras
Balambaras (äthiop. ባላምባራስ) ist ein alter militärischer Titel am Hof der Kaiser von Äthiopien. Der Überlieferung nach wurde er nach 1382 von Kaiser David I. eingeführt. Zunächst führten den Titel auch Befehlshaber von Bergfestungen. Später wurde der Balambaras zu einem Ehrentitel, zum Beispiel für von Provinzherrschern ernannte und in kaiserliche Dienste übernommene Fitawrari.